# Rejon Kəlbəcər
Rejon Kəlbəcər (azer. Kəlbəcər rayonu) – jeden z rejonów w zachodnim Azerbejdżanie. 
W latach 1993–2020 cały obszar rejonu znajdował się pod kontrolą ormiańską i wchodził w skład nieuznawanego quasi-państwa Górskiego Karabachu.
Na mocy porozumienia kończącego konflikt w Górskim Karabachu w 2020 r. część rejonu w tym miasto Kəlbəcər wróciło pod kontrolę Azerbejdżanu. Nastąpiło to 25 listopada 2020.